# Anisogomphus flavifacies
Anisogomphus flavifacies är en trollsländeart som beskrevs av Alexander Barrett Klots 1947. Anisogomphus flavifacies ingår i släktet Anisogomphus och familjen flodtrollsländor. Inga underarter finns listade i Catalogue of Life.